# Parafia św. Wojciecha w Mrągowie
Parafia Świętego Wojciecha w Mrągowie – rzymskokatolicka parafia w Mrągowie, należąca do archidiecezji warmińskiej i dekanatu Mrągowo. Została utworzona 30 lipca 1870 r. Kościół parafialny jest budowlą neogotycką wybudowaną w 1860 r. Mieści się przy ulicy Królewieckiej.